# Scutirodes
Scutirodes é um gênero de traça pertencente à família Arctiidae.